# Новобогатское
Новобогатское — упразднённое село в Бурлинском районе Алтайского края. Входило в состав Устьянского сельсовета. Ликвидировано в 1970 г.

## История
Основано в 1911 году. В 1928 г. украинский посёлок Ново-Богатское состоял из 47 хозяйств, входил в состав Кабанского сельсовета Ново-Алексеевского района Славгородского округа Сибирского края. Сельскохозяйственная артель имени Кагановича.

## Население
В 1928 году в посёлке проживало 226 человек (113 мужчин и 113 женщин), основное население — украинцы.

## Инфраструктура
Было развито сельское хозяйство.
С 1950 г. отделение укрупненного колхоза «Сталинский путь». С 1960 г. отделение совхоза «Устьянский».